# Ramiro Georgescu
Ramiro Georgescu (n. 27 noiembrie 1982, Oradea, România) este un jucător român de polo pe apă, care joacă în liga maghiară. Prima sa echipă a fost Crișul Oradea.  Este multiplu campion al României. La Jocurile Olimpice de vară din 2012, el a concurat pentru echipa națională de polo masculin a României, precum și la campionatele mondiale și europene. Are 1,80 m înălțime.